# Pelikan (herb szlachecki)
Pelikan – polski herb szlachecki. Według Józefa Szymańskiego pochodzący z nobilitacji.

## Opis herbu
Poniższy opis stworzono zgodnie z klasycznymi regułami blazonowania:
W polu czerwonym pelikan srebrny, zwrócony w lewo, karmiący swoje pisklęta krwią z rozdartej piersi. Klejnot – trzy pióra strusie. Labry: czerwone, podbite srebrem.
Szymański i Znamierowski rysują pelikana na gnieździe. U Znamierowskiego ptak jest odwrócony w prawo, a gniazdo jest złote, plecione. Szymański podaje herb bez barw, za wcześniejszymi autorami - Paprockim i Niesieckim. Juliusz Karol Ostrowski odróżnia wersję z gniazdem i nadaje jej nazwę Pelikan II. Rekonstrukcja w artykule pochodzi od Tadeusza Gajla, który wzorował się na Niesieckim i Ostrowskim.

## Najwcześniejsze wzmianki
Autorzy wczesnych herbarzy - Paprocki i Niesiecki podają tylko legendarne początki herbu. Legendy opowiadają o dowódcy, który poświęcił się dla swych rycerzy jak pelikan dla swoich dzieci, bądź o przybyłym ze Szwecji biskupie. Ostrowski natomiast, mimo że nie przytacza dokładnego początku herbu, jest pewien, że herb przybył z zagranicy. Datę tego przybycia podaje ściśle Józef Szymański w oparciu o badania archiwalne Barbary Trelińskiej. Według niego, herb Pelikan pojawił się w Polsce za sprawą nobilitacji Janusza Imbrama z 7 marca 1564, potwierdzonej 14 kwietnia 1579.

## Etymologia
Według Szymańskiego, Pelikan jest nazwą obrazową (herb mówiący).

## Herbowni
Lista nazwisk znajdująca się w artykule pochodzi z Herbarza polskiego Tadeusza Gajla. Jest to dotychczas najpełniejsza lista herbownych (49 nazwisk).
Bohowityn, Bohowitynowicz, Chay, Elert, Ellert, Fabrycy, Foltański, Gatcuk, Gerlee, Hoffman, Hoffmann, Ilaszewicz, Illaszewicz, Imbra, Jachimowicz, Jagmin, Kocieł, Kociełł, Kociełło, Kocioł, Lakitycz, Lauda, Łabiński, Łahiński, Łakieński, Łakiński, Łakitycz, Łąkiński, Łoginowicz, Łohynowicz, Miciński, Micuński, Mieciński, Murza, Nankowski, Orwicz, Pelikan, Pilar, Pillar, Pizar, Proscewicz, Proszczewicz, Prościewicz, Rychter, Rychterski, Scholtz, Szybicki, Thugutt, Ugiański.
Znani herbowni
- Kazimierz Fabrycy
- Ludwik Fabrycy
- Michał Kazimierz Kociełł
- Franciszek Jerzy Łakiński